# Bioarcheologia

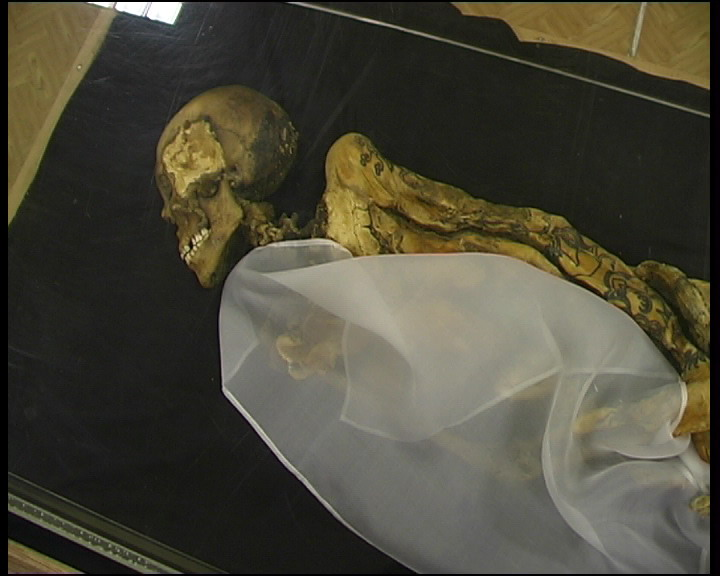
I resti della mummia della principessa Ukok, dalla Russia.

La bioarcheologia è la disciplina, parte dell'archeologia ambientale, che si occupa dello studio dei resti organogeni, sia animali che vegetali recuperati in un contesto archeologico. Negli Stati Uniti  il termine riguarda esclusivamente lo studio dei resti ossei umani.
All'inizio del XX secolo la materia riguardava prevalentemente il riconoscimento delle diverse specie, in modo che fosse possibile acquisire gli strumenti per lo studio dell'evoluzione, della diffusione e delle migrazioni di flora e fauna, ossia del contesto ambientale dell'insediamento umano. In seguito scaturì maggiore interesse anche per altri aspetti, collegati alla demografia e alle scienze sociali, come ad esempio l'addomesticamento di alcune specie vegetali ed animali, e l'affermazione dell'urbanizzazione. La principale metodologia d'azione della bioarcheologia è il confronto con atlanti e collezioni, anche se negli ultimi decenni la biologia molecolare, tramite l'estrazione del dna, sta permettendo ulteriori passi in avanti per l'acquisizione di dati ambientali.
Dalla bioarcheologia prendono forma diverse discipline, divise nei diversi ambiti di studi: la paleobotanica, che si occupa della ricostruzione della flora antica, sia spontanea che coltivata (suddivisa ulteriormente nella carpologia, per l'analisi dei semi e dei frutti, e nell'antracologia, per lo studio dei resti lignei); la palinologia, per l'analisi dei pollini e delle spore, permettendo così di studiare le principali evoluzioni e i cambiamenti climatici, nonché alcune modificazioni antropiche come i disboscamenti e l'agricoltura; l'archeozoologia, che studia le ossa animali, ricostruendone la dieta, l'allevamento e la distribuzione, con l'acquisizione di notevoli informazioni sull'ecosistema e l'economia; la paleoantropologia si occupa, con le medesime tecniche d'indagine dell'archeozoologia, dei resti umani, con una sottomateria, la paleopatologia, dedicata alle sue malattie.